# Liolaemus halonastes
Liolaemus halonastes es una especie de lagartos de la familia Liolaemidae.

## Distribución
Se trata de una especie con un fuerte microendemismo, dado que solo se la conoce para un área restringida en los márgenes hipersalinos del salar de Arizaro en la provincia de Salta (noroeste de Argentina), localizado a unos 3000 m.s.n.m y cerca del límite con Chile. Su hábitat se caracteriza por escasa presencia de pequeñas plantas que viven en un suelo extremadamente salino. La población conocida es muy escasa.

## Epónima
El nombre específico halonastes significa "vivir en la sal" en griego, en referencia a la distribución de este lagarto en el borde de las salinas de Arizaro.